# Herb gminy Łąck
Herb gminy Łąck – jeden z symboli gminy Łąck w postaci herbu ustanowiony 14 grudnia 2005. Herb uzyskał akceptację Komisji Heraldycznej przy MSWiA. Autorem projektu graficznego wraz z opisem i uzasadnieniem heraldycznym jest Robert Szydlik.

## Wygląd i symbolika
Na tarczy hiszpańskiej w polu czerwonym koń srebrny (biały) z kopytami złotymi (żółtymi) wspięty zwrócony w prawo; na prawo i na lewo od głowy dwie lilijki srebrne (białe) ze złotymi (żółtymi) klamrami. Proporcje wysokości do szerokości herbu wynoszą 11:10
Zastosowane w herbie gminy Łąck mobilia (godła) mają uproszczoną kolorystykę i kształt zgodnie z zasadami heraldyki:
- Koń srebrny (biały) wspięty zwrócony w prawo z kopytami złotymi (żółtymi) – jest bezpośrednim nawiązaniem do założonej w 1923 roku w Łącku stadniny koni, jednej z najważniejszych, obok Janowa Podlaskiego, placówek tego typu w Polsce.
- Dwie lilijki srebrne (białe) ze złotymi (żółtymi) klamrami – nawiązują do herbu zgromadzenia sióstr norbertanek z Płocka, do których dóbr Łąck przez wieki należał. Herb ss. Norbertanek przedstawia w polu błękitnym dwa skrzyżowane pastorały złote i jest usiany srebrnymi lilijkami. Pastorały w tym herbie symbolizują władzę kościelną biskupa, a lilijki zakonną czystość i prostotę. Wieś Łąck lokował na prawie niemieckim książę mazowiecki Siemowit III w roku 1371. Wtedy też Łąck dostał się norbertankom i pozostawał w ich dobrach do roku 1795, gdy III rozbiór Polski położył kres kościelnej własności ziemi, która od tego momentu przeszła na skarb państwa.
- Tło tarczy czerwone – czerwień to podstawowy i prawdopodobnie najstarszy kolor heraldyczny, bardzo często spotykany w herbach mazowieckich.